# أندرو بورتر
أندرو بورتر (بالإنجليزية: Andrew Porter) هو ضابط أمريكي، ولد في 10 يوليو 1820 في لانكستر في الولايات المتحدة، وتوفي في 3 يناير 1872 في باريس في فرنسا.